# 伽利略探針

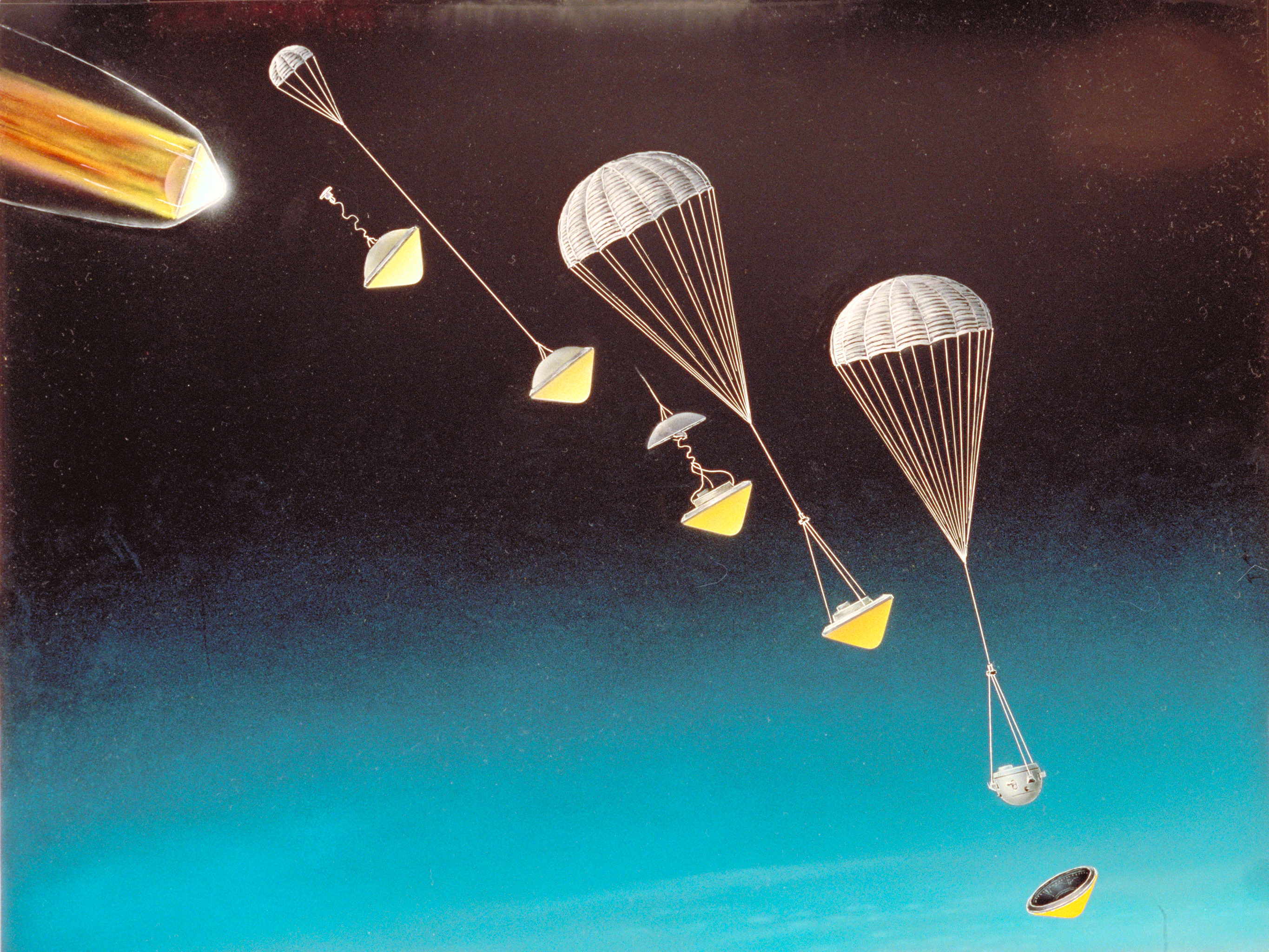
伽利略探針進入程序。

伽利略探針是由伽利略號攜帶前往木星，進入大氣層的的主要探測儀器。它直接進入木星的大氣層，並從這顆行星傳送回資料。這個重339-（747-英磅）的探測器是由休斯飛機公司在加利福尼亞州的埃爾塞貢多製造，直徑大約1.3（4.3英尺）。探針的科學儀器在隔熱罩內，以避免在每秒47.8（29.7英里）的高速下降時，能免受旅程中極端的高溫和高壓。
探針在抵達木星之前五個月，於1995年7月從伽利略號的軌道器釋出，並在沒有剎車的減速下，直接進入木星的大氣層。探針在兩分鐘內從其抵達時的每秒約47公里的高速降到次音速的速度。
當時，這是迄今為止最困難的進入大氣層嘗試，探針必須承受230g，而重152公斤的隔熱罩佔了探針總重量的一半，在進入時燒蝕了80公斤。NASA建立了一個特殊的實驗室，巨行星裝置，來模擬熱負荷。這類似於結合洲際彈道飛彈的彈頭重返大氣的熱傳輸經驗和熱核火球的輻射加熱。然後，它張開它2.5（8.2英尺）的降落傘，拋棄它的隔熱罩，進入木星的內部。
當探針在木星大氣層的頂層內下降了156（97英里），收集了58分鐘當地的天氣資料。當環境的壓力超過23標準大氣壓，和溫度達到153 °C（307 °F），它停止發送訊號。資料被聳到在上方的軌道器，然後傳送回地球。2個L頻道，每個每秒可以傳送128位元相同的科學資料串流到軌道器。探針所有的電子儀器都使用LiSO2電池，抵達木星時的額定輸出功率約580瓦，提供21安培小時的輸出
進入木星大氣層的探針包含六種儀器

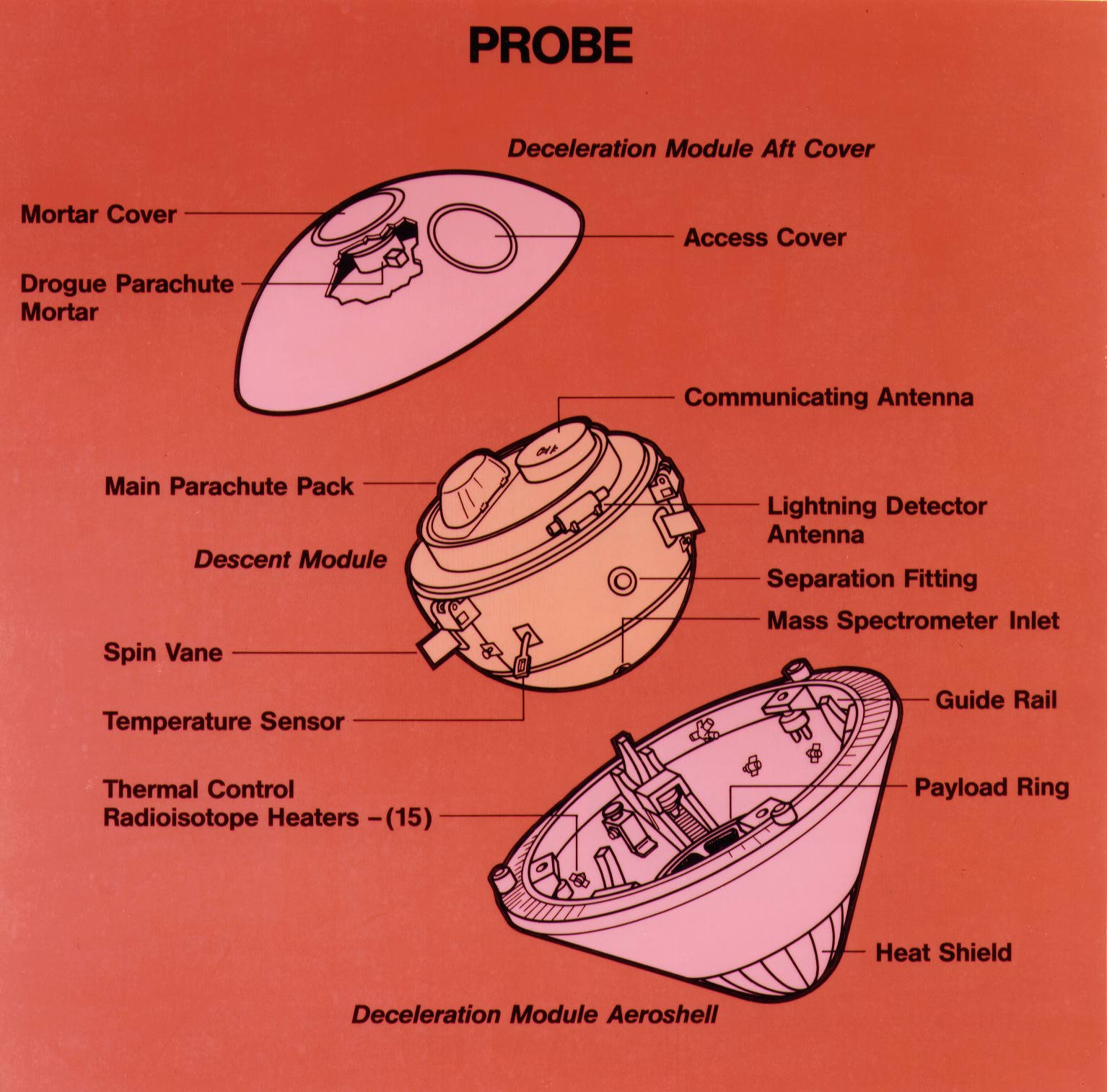
伽利略探針進入大氣層的儀器和不含降落傘的子系統關係圖。

- 測量溫度、壓力和降低速度的大氣結構儀器組，
- 中性質量光譜儀，
- 支援大氣成分研究的氦豐度干涉儀，
- 觀測雲的位置和雲粒子的濁度計，
- 在每個高度測量上下不同輻射通量的淨通量輻射計，和
- 閃電/無線電輻射儀與一個高能粒子探測器，測量光和無線電排放與閃電，和在木星輻射代的高能粒子。

此外，探針的隔熱罩儀器測量在下降過程中的燒蝕。探針傳回來的總數據約3.5百萬位元（〜460,000位元組），探針停止傳輸之前，與軌道器的視線聯繫被切斷，最後探針故障的可能原因是過熱，造成之前的感應器訊號遺失。
通過探針的下降，得知溫度與擾動都比預期的高與動盪。此外，探測器通過木星雲層被摧毀後繼續下降至分子氫層的頂端。進入後大約105分鐘，先是降落傘被融化掉，然後是鋁的成分，其它的還經歷40分鐘的自由落體通過超臨界流體的氫海。鈦結構在崩解前可以維持6.5小時或更久的時間。由於高壓，一旦達到它們的臨界溫度，來自探針的金屬滴就會蒸發，並與木星內部的液體金屬氫混合。
木星被發現氦的數量只有預期的一半，此外，資料也不支持三雲層的理論。它檢測到較少的閃電、較少的水，但比預期更多的風；下降中一致的530每小時（330英里每小時）。在下降至156（97英里）的旅程中，沒有檢測到固體的表面。

## 影像
|  |  |  |